# NGC 7261
NGC 7261 (другое обозначение — OCL 237) — рассеянное скопление в созвездии Цефей.
Этот объект входит в число перечисленных в оригинальной редакции «Нового общего каталога».